# Tokyo Headline
A Tokyo Headline (トウキョウヘッドライン) japán nyelvű ingyenes tabloid, melyet a Headline (株式会社ヘッドライン) kiadóvállalat jelentet meg kéthetente Tokió 23 kerületében. Az újságban különböző témájú, azonban a szórakoztatóiparra összpontosító cikkeket tesznek közzé. A magazin körülbelül 1400 helyen, köztük vasútállomásokon (a Toei metró, a Jurikamome és a Rinkai vonal megállóinál), fodrászatokban, kávézókban, zenekölcsönzőkben (HMV és Tsutaya) és éttermekben érhető el. A lap kezdetben napi rendszerességgel jelent meg, azonban később áttértek a heti, majd 2013 májusában a kétheti megjelenésre.
A Tokyo Headline szócikkei annak internetes portálján és okostelefonos (Android és iOS) alkalmazásán keresztül is elérhetőek, ugyan csonkított tartalommal.

## Rovatvezetők
- Ótani Nobuhiko — Catalyst! (カタリマス！?)
- Kurotani Tomoka — Juka no moto (友香の素?)
- Koike Juriko — Koike Juriko no Mottainai (小池百合子のMOTTAINAI?)
- Szuzuki Kan — Szuzuki Kan no 2020-nen e no tokkó-roku' (鈴木寛の「2020年への篤行録」?)
- Exile Tetsuya — Dance no micsi (DANCEの道?)
- Nagasima Akihisza — Nagasima Akihisza no Realism (長島昭久のリアリズム?)